# Justin Nnorom
Justin Chidi Nnorom (ur. 12 grudnia 1978 w Owerri) – nigeryjski piłkarz, występujący na pozycji napastnika, obecnie obywatel polski.

## Życiorys
Swoją piłkarską karierę rozpoczął w 1996 roku, w klubie BCC Lions Gboko. Jak na siedemnastolatka spisywał się bardzo dobrze – w 25 meczach zdobył 6 bramek. Kolejny sezon był dla Nnoroma również udany – wystąpił w 28 spotkaniach, 8-krotnie trafiając do siatki rywali. Kolejny rok Nigeryjczyk rozpoczął również w klubie z Gboko. Rozegrał w nim 14 meczów i strzelił 2 gole. Latem zauważony został przez działaczy Lecha Poznań. Polski klub porozumiał się z Nigeryjczykiem i jesień 1998 piłkarz rozpoczął w klubie z Wielkopolski. W sezonie 1998/1999 Nnorom rozegrał 15 spotkań, jednak w żadnym nie zaliczając pełnych 90 minut. Zdobył także jedną bramkę – w meczu z Widzewem Łódź zdobył bramkę, zapewniającą Kolejorzowi 3 punkty. Kolejny sezon Nigeryjczyk rozpoczął już w podstawowym składzie klubu. Pierwsze cztery spotkania rozegrał w pełnym wymiarze czasowym, nie zdobył jednak bramki, a otrzymał dwie żółte kartki. Kolejne spotkanie – z Legią Warszawa Nnorom zaczął na ławce rezerwowych. Szansę otrzymał dopiero w 69 minucie – zmienił wtedy Jarosława Maćkiewicza. Już minutę po wejściu na boisku Justin zdobył bramkę, która uratowała Lechowi remis. Piłkarz rozegrał jeszcze 11 spotkań, kończąc sezon z 16 meczami i 1 bramką. Po tym sezonie Lech spadł do II ligi, gdzie razem z Nnoromem przebywał dwa sezony. Zawodnik przechodził wtedy rehabilitację po ciężkiej kontuzji kolana. Po awansie dla Nigeryjczyka nie było już miejsca w składzie Kolejorza. Jesień roku 2003 spędził jeszcze razem z pierwszą drużyną, później jednak został relegowany do rezerw. Występował tam jedynie pół roku. Po tym czasie z powodu kontuzji zakończył karierę.
Obecnie Nnorom mieszka w Dąbrówce pod Poznaniem, prowadząc Biuro Tłumaczeń Junique. Jest także licencjonowanym menadżerem FIFA do spraw piłkarzy. Ma polskie obywatelstwo i w wyborach samorządowych w 2014 został wybrany radnym gminy Dopiewo. W 2018 odnowił mandat.
| Sezon   | Klub            | Kraj    | Rozgrywki            | Mecze | Bramki |
| ------- | --------------- | ------- | -------------------- | ----- | ------ |
| 1996    | BCC Lions Gboko | Nigeria | Premier League (NGA) | 25    | 6      |
| 1997    | BCC Lions Gboko | Nigeria | Premier League (NGA) | 28    | 8      |
| 1998    | BCC Lions Gboko | Nigeria | Premier League (NGA) | 14    | 2      |
| 1998/99 | Lech Poznań     | Polska  | I liga polska        | 15    | 1      |
| 1999/00 | Lech Poznań     | Polska  | I liga polska        | 16    | 1      |
| 2000/01 | Lech Poznań     | Polska  | II liga polska       | 0     | 0      |
| 2001/02 | Lech Poznań     | Polska  | II liga polska       | 0     | 0      |
| 2002/03 | Lech Poznań     | Polska  | I liga polska        | 0     | 0      |
| 2003/04 | Lech Poznań II  | Polska  | IV liga polska       | 10    | 1      |